# Спомен-парк Брдо мира
Спомен-парк Брдо мира је споменички комплекс у Горњем Милановцу који захвата око 4,5 хектара засађених са преко 3000 стабала од 50 различитих врста четинара, листопадног дрвећа и украсног шибља.
Стабла су засадили горњомилановачки средњошколци у периоду од 1961. до 1966. године. Свечано је отворен 2. октобра 1962. године, када су Јосип Броз Тито и Леонид Иљич Брежњев открили спомен костурницу црвеноармејаца и партизана палих у борбама за ослобођење Горњег Милановца и Чачка. Спомен-парк нема коначан облик, а остављена је могућност да се допуњава новим садржајима историјске и културно-уметничке вредности. Као споменички комплекс и ботаничка башта, представља посебну пејзажну вредност која украшава град и привлачи бројне посетиоце.
У зиму 2013. године, посечена су сва стабла смрче у парку (скоро 90% од укупног високог растиња), јер су се осушила након три сушна лета.